# Benjamin Mazar
Benjamin Mazar (ur. 28 czerwca 1906, zm. 9 września 1995) – żydowski archeolog i historyk, w latach 1953–1962 Prezydent Uniwersytetu Hebrajskiego w Jerozolimie.

## Dzieciństwo i młodość
Benjamin urodził się w 1906 w Ciechanowcu (wówczas w Imperium Rosyjskim). Urodził się jako Benjamin Zeev Maisler.
Podczas I wojny światowej wyjechał wraz z rodziną na Krym. Po wojnie studiował na Uniwersytecie w Gießen i Uniwersytecie Humboldtów w Republice Weimarskiej, gdzie w 1928 uzyskał stopień naukowy doktora filozofii.

## Kariera naukowa

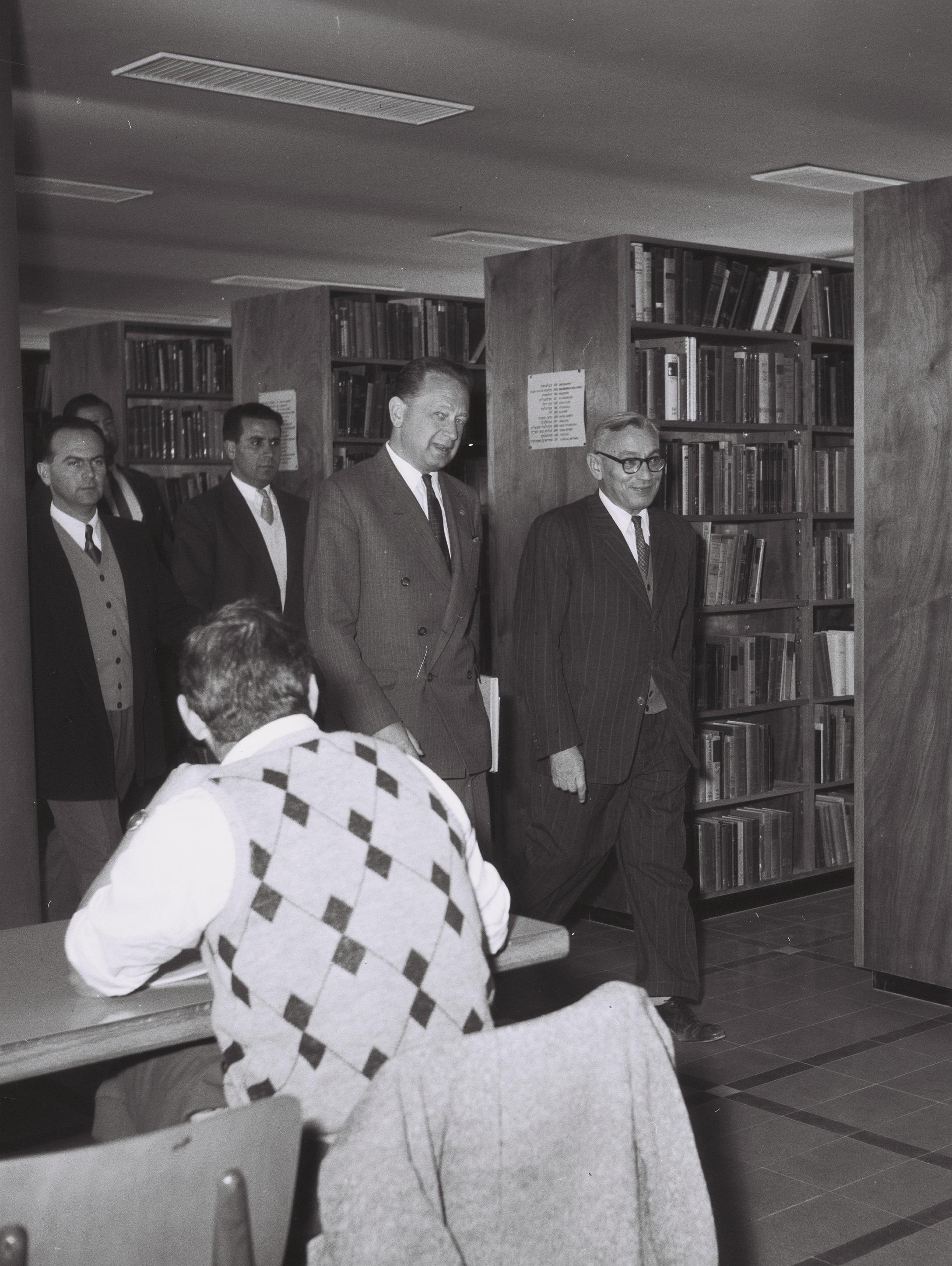
Benjamin Mazar i Dag Hammarskjöld podczas wizyty w Bibliotece Uniwersytetu Hebrajskiego w 1959

W 1929 wyemigrował do Mandatu Palestyny i rozpoczął pracę jako pracownik naukowy Uniwersytetu Hebrajskiego w Jerozolimie. W 1930 został zaproszony przez Aleksandra Zaïda do przyjechania do Bet Sze’arim. W 1932 rozpoczął tam prace archeologiczne w jaskiniach grobowych. Były to największe katakumby odkryte w Palestynie. Dzielił zamiłowanie do archeologii z międzynarodowym zainteresowaniem historią biblijną Ziemi Izraela. W 1943 został mianowany wykładowcą geografii i historii Izraela z okresu biblijnego na Uniwersytecie Hebrajskim. W 1947 został profesorem na Uniwersytecie Hebrajskim. Był jednym z największych ekspertów w dziedzinie historii biblijnej oraz autorem ponad stu publikacji na ten temat. W 1948 jako pierwszy archeolog otrzymał oficjalne pozwolenie na prowadzenie prac wykopaliskowych na terenie państwa Izrael.
W 1952 został rektorem, a w latach 1953–1962 pełnił funkcję Prezydenta Uniwersytetu Hebrajskiego. Doprowadził do otworzenia nowego kampusu uniwersyteckiego w osiedlu Giwat Ram. Utworzono w nim wydziały badawczo-naukowe, bibliotekę uniwersytecką i Bibliotekę Narodową Izraela. W osiedlu En Kerem utworzono kampus medyczny ze Szpitalem Hadassah En Kerem. Benjamin Mazar doprowadził Uniwersytet Hebrajski do poziomu czołowych uniwersytetów świata. Przez swoich uczniów był uważany za inspirującego nauczyciela i lidera akademickiego świata.
W 1960 został członkiem Izraelskiej Akademii Nauk. W 1968 został wyróżniony Nagrodą Izraela. W tym samym roku otrzymał honorowy tytuł „Jakir Jerozolimy” (dosłownie „szanowany obywatel Jerozolimy”). W latach 1968–1978 był kierownikiem prac archeologicznych prowadzonych na Wzgórzu Ofel w Jerozolimie.
Zmarł w 1995 w Jerozolimie.